# Crispy Park
Crispy Park es el séptimo álbum de estudio lanzado por la banda Every Little Thing, lanzado el 9 de agosto del 2006 bajo el sello Avex.

## Información
Tras 2 años de espera finalmente el lanzamiento del séptimo álbum de ELT toma lugar, también en celebración del aniversario nº10 desde su debut en el mundo de la música en el año 1996. El álbum incluye álbum de ya tres años de sencillos nunca antes incluidos en otro álbum, como "Koibumi", "Kimi no te" y "azure moon". En el mismo día de lanzamiento del álbum también será lanzada la cuarta compilación de videos de la banda titulado The Video Compilation IV, que incluirá también los videos de canciones que serán incluidas en el álbum.
Primeras ediciones de Crispy Park incluirán un libro especial de 60 páginas, aparte de un DVD con material exclusivo, como el concierto que la banda sostuvo en Nagasaki para navidades del 2005. Las canciones 7 y 12 son pistas instrumentales.

## Canciones

### CD
1. HI-FI MESSAGE (ハイファイ メッセージ?)
2. SWIMMY (スイミー?)
3. Kazemachi Kokoro Moyo (風待ち心もよう?)
4. Ame no Naru Yoru, Shizuku wo Kimi ni (雨の鳴る夜、しずくを君に?)
5. Koibumi (恋文?)
6. SCARLET (スカーレット?)
7. SWEET EMERGENCY
8. Asu no Kokoro (あすの心?)
9. Kimi no te (きみの て?)
10. Izure mo ROMANTIC (いずれもROMANTIC?)
11. azure moon
12. I MET YOU
13. good night

### DVD (edición limitada)
- "HI FI MESSAGE" Video Clip Shoot Off-Shot
- "Crispy Park" Photo Shoot Off-Shot
- X-mas Acoustic Live at Uragami Tenshudo ~Ai no Uta~
  1. nostalgia
  2. water(s)
  3. SORAAI (ソラアイ?)
  4. Samidare (五月雨?)
  5. Ai no Uta (愛の謳?)

- Datos: Q3311441